# Stanisława Abłamowicz-Meyerowa
Stanisława Abłamowicz-Meyerowa (ur. 10 czerwca 1876 w Krakowie, zm. 14 stycznia 1948 tamże) – polska pianistka, pedagog.

## Życiorys
Córka Stanisława i Marii z Matuszewiczów, którzy mieszkali w dworku na ulicy Łobzowskiej. Miała 6 rodzeństwa: Marię, Piotra, Tadeusza, Adama, Włodzimierza i Witolda. Gry na fortepianie początkowo uczył ją ojciec. Potem ukończyła w 1894 roku Konserwatorium Towarzystwa Muzycznego w Krakowie w klasie fortepianu u Bolesława M. Domaniewskiego i Władysława Żeleńskiego. Dodatkowo brała prywatne lekcje gry u Jerzego Lalewicza oraz teorii u Feliksa Nowowiejskiego.
Wyszła za mąż za Ignacego Edwarda Meyera. Wyjechali do Brodów, gdzie mąż w latach 1898–1909 roku pracował jako nauczyciel w Państwowym Liceum i Gimnazjum im. Józefa Korzeniowskiego w Brodach. Tam od 1897 roku prowadziła Towarzystwo i szkołę muzyczną. W sierpniu 1909 roku Ignacy został przeniesiony do Gimnazjum św. Anny w Krakowie, gdzie pracował do 1925 roku.
Stanisława w 1909 roku wraz z mężem wróciła do Krakowa i brała udział w koncertach. W latach 1914–1929 pracowała w działającym w latach 1908–1939 Instytucie Muzycznym w Krakowie prowadząc klasę fortepianu.
Była profesorem Państwowej Szkoły Umuzykalniającej w Krakowie. Została pochowana na Cmentarzu Rakowickim.
Jej wnukiem jest kompozytor i pianista Krzysztof Meyer.

## Odznaczenia
- 1948: Złoty Krzyż Zasługi za wybitne zasługi na polu krzewienia kultury muzycznej[12]